# Architecture centrée sur les données
L'architecture centrée sur les données est un style architectural. Elle comporte un composant central de type système de gestion de base de données. Des composants périphériques, appelés clients, utilisent le composant central appelé serveur de données.